# Anapistula benoiti
Anapistula benoiti is een spinnensoort uit de familie Symphytognathidae. De soort komt voor in Congo.